# Otto Wernicke
Otto Wernicke, nato Otto Karl Robert Wernicke, (Osterode am Harz, 30 settembre 1893 – Monaco di Baviera, 7 novembre 1965), è stato un attore e doppiatore tedesco.
Noto per aver interpretato lo stesso personaggio in due film di Fritz Lang (M - Il mostro di Düsseldorf e Il testamento del dottor Mabuse): il commissario Karl Lohmann, il primo ispettore di polizia pragmatico e razionale della storia del Cinema. Fu, anche, il primo a rappresentare il capitano Smith nel primo film "ufficiale" sul Titanic (La tragedia del Titanic).

## Filmografia
- M - Il mostro di Düsseldorf (M - Eine Stadt sucht einen Mörder), regia di Fritz Lang (1931)
- Sturme der Leidenschaft, regia di Robert Siodmak (1932)
- Peter Voss, der Millionendieb, regia di Ewald André Dupont (1932)
- La sposa venduta (Die verkaufte Braut), regia di Max Ophüls (1932)
- Il testamento del dottor Mabuse (Das Testament des Dr. Mabuse), regia di Fritz Lang (1933)
- Il tunnel (Der Tunnel), regia di Curtis Bernhardt (1933)
- La sposa venduta (Die verkaufte Braut), regia di Max Ophüls (1932)
- L'evaso di Chicago (Der Flüchtling aus Chicago), regia di Johannes Meyer (1934)
- Achtung! Wer kennt diese Frau?, regia di Franz Seitz (1934)
- Amore in gabbia (Die vertauschte Braut), regia di Carl Lamac (1934)
- Der Herr der Welt, regia di Harry Piel (1934)
- Liebe dumme Mama, regia di Carl Boese (1934)
- Zwischen Himmel und Erde, regia di Franz Seitz (1934)
- Peer Gynt, regia di Fritz Wendhausen (1934)
- Knock out come divenni campione (Knockout - Ein junges Mädchen, ein junger Mann), regia di Carl Lamac e Hans H. Zerlett (1935)
- Ein ganzer Kerl, regia di Carl Boese (1935)
- Donne e carnefici (Henker, Frauen und Soldaten), regia di Johannes Meyer (1935)
- Onkel Bräsig, regia di Erich Waschneck (1936)
- Il castello di Fiandra (Das Schloß in Flandern), regia di Géza von Bolváry (1936)
- Unternehmen Michael, regia di Karl Ritter (1937)
- Gleisdreieck, regia di Robert A. Stemmle (1937)
- Wie einst im Mai, regia di Richard Schneider-Edenkoben (1938)
- D III 88, regia di Herbert Maisch (1939)
- Maria Ilona, regia di Géza von Bolváry (1939)
- Ohm Kruger l'eroe dei Boeri (Ohm Krüger), regia di Hans Steinhoff (1941)
- Senza gloria (Friedemann Bach), regia di Traugott Müller (1941)
- Il grande re (Der große König), regia di Veit Harlan (1942)
- La tragedia del Titanic (Titanic), regia di Herbert Selpin (1943)
- La cittadella degli eroi (Kolberg), regia di Veit Harlan (1945)
- Du bist nicht allein, regia di Paul Verhoeven (1949)